# 権甲龍
権 甲龍（クォン・ガビョン、1957年10月3日 - 2023年1月23日）は、韓国の囲碁棋士。ソウル市出身、韓国棋院所属、八段。主催する権甲龍囲碁道場は、李世乭、崔哲瀚など多くの棋士を輩出し、韓国の三大囲碁道場の一つとなっている。子の権孝珍、その夫の岳亮も囲碁棋士。

## 経歴
1975年入段。1977年国手戦本戦入り。1987年最高位戦、89年KBS杯バドゥク王戦、90年名人戦本戦出場。1995年六段、国手戦本戦出場。1996年バッカス杯天元戦本戦出場。2003年七段、覇王戦本戦出場。2004年プロシニア棋戦3位。
2023年1月23日、死去。66歳没。

## 囲碁道場
1980年に趙治勲が名人獲得したことにより韓国で囲碁ブームが起き、多くの子供囲碁教室が生まれた中、1983年に囲碁教室を開き、87年からプロ棋士を育成することを目的とした道場とする。1989年に最初のプロ棋士として朴勝文を送り出し、その後李世乭、崔哲瀚、姜東潤、元晟溱などの有力棋士を輩出。2009年には出身棋士は43名、道場生段位合計は2003年に100段、2009年に200段を突破。許壮会、金原の道場とともに三大囲碁道場の一つとされ、その中でも最大の実績を挙げている。
その他の出身棋士には、金主鎬、陳詩淵、尹畯相、李映九、白洪淅、金志錫、尹映善、玉得眞、温昭珍、河好貞など。
道場生は数十人いて、道場に起居する者もいる。道場で力を付けた者は韓国棋院院生となって入段試験を目指す。毎年行われる道場合宿には日本や中国からの参加者も多い。
1993年、囲碁文化賞特別功労賞受賞。

## 著作
- 『鬼手魔手』2005年（陳宰豪と共著）
- 『精妙収官』2006年（成其昌と共著）
- 『天龍圓』2009年（陳宰豪と共著）
- 『鬼手・魔手 韓流究極の詰碁』毎日コミュニケーションズ 2009年（李世乭監修、洪敏和訳）